# Janusz Olech
Janusz Roman Olech (Varsavia, 4 aprile 1965) è un ex schermidore polacco, vincitore di una medaglia d'argento nella scherma ai giochi olimpici e di una Coppa del Mondo di scherma.